# Glabbeek
Glabbeek är en kommun i Belgien. Den ligger i provinsen Flamländska Brabant och regionen Flandern, i den centrala delen av landet, 40 km öster om huvudstaden Bryssel. Antalet invånare är 5298.
Trakten runt Glabbeek består till största delen av jordbruksmark. Runt Glabbeek är det ganska tätbefolkat, med 239 invånare per kvadratkilometer. Kustklimat råder i trakten. Årsmedeltemperaturen i trakten är 9 °C. Den varmaste månaden är augusti, då medeltemperaturen är 19 °C, och den kallaste är februari, med 0 °C.